# Tatiana Pinto
Pour les articles homonymes, voir Pinto.
Tatiana Pinto, est née le 28 mars 1994, à Oliveira do Bairro, est une footballeuse internationale portugaise qui évolue au poste de milieu de terrain. Elle est surnommée "Tati". Elle joue à l'Atlético de Madrid.

## Biographie
Elle commence à jouer au football à l'âge de six ans, mais c’est en athlétisme qu’elle a fait ses premiers pas dans le sport. Elle rejoint une équipe de football masculine, le FC Oliveira do Hospital. À 12 ans, elle tente un nouveau défi en rejoignant l'équipe féminine du SC Fermentelos. Sa carrière prend son envol lorsqu'elle est contactée par le Clube de Albergaria, passant d'un championnat de district au championnat national.
Après plusieurs séjours à l'étranger en Allemagne au sein du SC Sand où elle arrive en septembre 2013 et chez les anglaises du Bristol City WFC, interrompu par un court séjour au sein du Valadares Gaia FC, elle retourne dans son pays d'origine à l'été 2016. Elle signe avec l'équipe féminine nouvellement formée du Sporting CP. En juin 2018, elle prolonge son contrat jusqu'en 2022
Le 6 septembre 2023, Tatiana Pinto quitte Levante pour signer à Brighton & Hove Albion,.

## Statistiques

### En club
| Saison                | Club                  | Championnat               | Championnat | Championnat | Coupe(s) nationale(s) | Coupe(s) nationale(s) | Compétition(s) continentale(s) | Compétition(s) continentale(s) | Compétition(s) continentale(s) | Sélection | Sélection | Sélection | Total | Total |
| Saison                | Club                  | Division                  | M.          | B.          | M.                    | B.                    | Comp.                          | M.                             | B.                             | Équipe    | M.        | B.        | M.    | B.    |
| 2010-2011             | Clube de Albergaria   | Nacional Feminino         | 2           | 0           | -                     | -                     | -                              | 0                              | 0                              | U19       | 9         | 0         | 11    | 0     |
| 2011-2012             | Clube de Albergaria   | Nacional Feminino         | 4           | 3           | 2                     | 0                     | -                              | 0                              | 0                              | U19       | 9         | 0         | 15    | 3     |
| 2012-2013             | Clube de Albergaria   | Nacional Feminino         | 4           | 5           | -                     | -                     | -                              | 0                              | 0                              | U19       | 8         | 0         | 12    | 5     |
| Sous-total            | Sous-total            | Sous-total                | 10          | 8           | 2                     | 0                     | -                              | 0                              | 0                              | -         | 17        | 0         | 29    | 8     |
| 2013-2014             | SC Sand               | 2. Frauen-Bundesliga      | 9           | 1           | 0                     | 0                     | -                              | 0                              | 0                              | -         | 0         | 0         | 9     | 1     |
| 2014-2015             | SC Sand               | Allianz Frauen-Bundesliga | 0           | 0           | 0                     | 0                     | -                              | 0                              | 0                              | A         | 2         | 0         | 2     | 0     |
| Sous-total            | Sous-total            | Sous-total                | 9           | 1           | 0                     | 0                     | -                              | 0                              | 0                              | -         | 2         | 0         | 11    | 1     |
| 2014-2015             | Valadares Gaia FC     | Nacional Feminino         | -           | -           | -                     | -                     | -                              | 0                              | 0                              | -         | 0         | 0         | 0     | 0     |
| Sous-total            | Sous-total            | Sous-total                | 0           | 0           | 0                     | 0                     | -                              | 0                              | 0                              | -         | 0         | 0         | 0     | 0     |
| 2015                  | Bristol City WFC      | FA Women's Super League   | 7           | 1           | 6                     | 0                     | -                              | 0                              | 0                              | A         | 4         | 0         | 17    | 1     |
| 2016                  | Bristol City WFC      | FA Women's Super League 2 | 7           | 0           | 2                     | 1                     | -                              | 0                              | 0                              | A         | 6         | 1         | 15    | 2     |
| Sous-total            | Sous-total            | Sous-total                | 14          | 1           | 8                     | 1                     | -                              | 0                              | 0                              | -         | 10        | 1         | 32    | 3     |
| 2016-2017             | Sporting CP           | Nacional Feminino Allianz | 23          | 11          | 4                     | 0                     | -                              | 0                              | 0                              | A         | 12        | 0         | 39    | 11    |
| 2017-2018             | Sporting CP           | Nacional Feminino Allianz | 19          | 10          | 6                     | 1                     | LDC                            | 3                              | 2                              | A         | 14        | 0         | 42    | 13    |
| 2018-2019             | Sporting CP           | Nacional Feminino Allianz | 20          | 3           | 2                     | 2                     | LDC                            | 3                              | 0                              | A         | 14        | 0         | 39    | 5     |
| 2019-2020             | Sporting CP           | Nacional Feminino Allianz | 15          | 1           | 5                     | 0                     | -                              | 0                              | 0                              | A         | 5         | 0         | 25    | 1     |
| 2020-2021             | Sporting CP           | Nacional Feminino Allianz | 21          | 3           | 3                     | 0                     | -                              | 0                              | 0                              | -         | 0         | 0         | 24    | 3     |
| Sous-total            | Sous-total            | Sous-total                | 98          | 28          | 20                    | 3                     | -                              | 6                              | 2                              | -         | 45        | 0         | 169   | 33    |
| Total sur la carrière | Total sur la carrière | Total sur la carrière     | 131         | 38          | 30                    | 4                     | -                              | 6                              | 2                              |           | 74        | 1         | 241   | 45    |

Statistiques actualisées le 6 mai 2021

#### Matchs disputés en coupes continentales
| Matchs | Date         | Stade                            | Adversaire      | Résultat | Minutes | Compétition         | Buts | Tour                   | Club        |
| ------ | ------------ | -------------------------------- | --------------- | -------- | ------- | ------------------- | ---- | ---------------------- | ----------- |
| 1      | 22 août 2017 | Stade Hévízi úti, Budapest       | BIIK Kazygurt   | 2 – 1    | 90 min  | Ligue des champions | 0    | Phase de qualification | Sporting CP |
| 2      | 25 août 2017 | Stade Nándor Hidegkuti, Budapest | MTK Hungária FC | 2 – 0    | 90 min  | Ligue des champions | 0    | Phase de qualification | Sporting CP |
| 3      | 28 août 2017 | Stade Hévízi úti, Budapest       | KF Hajvalia     | 1 – 4    | 90 min  | Ligue des champions | 2    | Phase de qualification | Sporting CP |
| 4      | 7 août 2018  | Stade Gradski vrt, Osijek        | Avaldsnes IL    | 3 – 2    | 17 min  | Ligue des champions | 0    | Phase de qualification | Sporting CP |
| 5      | 10 août 2018 | Stade Gradski vrt, Osijek        | ŽNK Osijek      | 3 – 0    | 90 min  | Ligue des champions | 0    | Phase de qualification | Sporting CP |
| 6      | 13 août 2018 | Stade HNK Cibalia, Vinkovci      | ŽFK Dragon 2014 | 0 – 4    | 62 min  | Ligue des champions | 0    | Phase de qualification | Sporting CP |

### En sélection nationale[10]
Tatiana Pinto participe, avec le maillot de l'équipe nationale des moins de 19 ans au championnat d'Europe 2012 en Turquie. Bien que le Portugal se soit qualifié pour les demi-finales elle ne peut les disputer à cause d'une accumulation de cartons jaunes. Entre 2010 et 2013, elle dispute 24 rencontres, inscrivant aucun but.
Quelques mois après ses 20 ans, le manager de l'équipe nationale, Francisco Neto, l'appelle chez les A pour disputer un match, le 20 août 2014, opposant la sélection lusophone à l'équipe d'Écosse, étant remplaçé par Elsa Ventura à la mi-temps. Son premier but avec les A, a lieu lors de la rencontre opposant le Portugal au Brésil, le 4 mars 2016, Tatiana Pinto réduit le score à la 30e minute, et finalement le seul but des lusitaniennes.
| Matches officiels de Diana Silva en sélections portugaises au 10 octobre 2019 | Matches officiels de Diana Silva en sélections portugaises au 10 octobre 2019 | Matches officiels de Diana Silva en sélections portugaises au 10 octobre 2019 | Matches officiels de Diana Silva en sélections portugaises au 10 octobre 2019 | Matches officiels de Diana Silva en sélections portugaises au 10 octobre 2019 |
| Club                                                                          | V.                                                                            | N.                                                                            | D.                                                                            | Buts                                                                          |
| ----------------------------------------------------------------------------- | ----------------------------------------------------------------------------- | ----------------------------------------------------------------------------- | ----------------------------------------------------------------------------- | ----------------------------------------------------------------------------- |
| Portugal U19 (24 matchs: 36,17%) (Incomplet)                                  | 12 (57,14 %)                                                                  | 4 (19,05 %)                                                                   | 5 (23,81 %)                                                                   | 0 (0 %)                                                                       |
| Portugal A (60 matchs: 63,83%)(Incomplet)                                     | 21 (36,84 %)                                                                  | 13 (22,81 %)                                                                  | 23 (40,35 %)                                                                  | 1 (100 %)                                                                     |
| Total (Incomplet)                                                             | 33 (42,31 %)                                                                  | 17 (21,79 %)                                                                  | 28 (35,90 %)                                                                  | 1                                                                             |

## Palmarès

### Avec leSC Fermentelos
- Vainqueur de la Taça da AF Aveiro en 2010-2011
- Vainqueur du Campeonato AF Aveiro U19 en 2010-2011

### Avec leClube de Albergaria
- Vainqueur de la Taça da AF Aveiro en 2012-2013
- Vice-championne du Nacional Feminino en 2012-2013
- Finaliste de la Taça de Portugal en 2011-2012

### Avec leSC Sand
- Vainqueur de la 2. Frauen-Bundesliga en 2013-2014

### Avec leSporting CP
- Vainqueur du Nacional Feminino Allianz en 2016-2017 et 2017-2018
- Vainqueur de la Taça de Portugal Allianz en 2016-2017 et 2017-2018
- Vainqueur de la Supertaça Feminina Allianz en 2017-2018
- Vice-championne du Nacional Feminino BPI en 2018-2019
- Finaliste de la Supertaça Feminina Allianz en 2018-2019